# Tetrazygia hispida
Tetrazygia hispida är en tvåhjärtbladig växtart som först beskrevs av Olof Swartz, och fick sitt nu gällande namn av James Macfadyen. Tetrazygia hispida ingår i släktet Tetrazygia och familjen Melastomataceae. Utöver nominatformen finns också underarten T. h. laevis.